# 柳州市广播电视台
柳州市广播电视台，是中华人民共和国广西壮族自治区柳州市的一家广播电视播出机构，也是中共柳州市委、柳州市人民政府的喉舌。

## 历史沿革

### 柳州人民广播电台
在民国时期，柳州境内有柳州江汉广播电台，中华人民共和国成立后不久，中国人民解放军占领柳州并接管了该电台，并将其改为柳州人民广播电台:21，为方便民众收听，当时的广播电台还在柳州市区遍设喇叭，以后又铺设了广播传输线:561。但在创立初期，其建制曾多次变更，广播节目也不固定，还曾一度与《柳州日报》合并:558-559。1982年，广西壮族自治区广播电视局同意恢复柳州人民广播电台:90:559。

### 柳州电视台
1977年1月1日，柳州电视转播台成立，当时该台转播遠距教學电视节目和广西电视台的节目:584。1984年，中华人民共和国广播电视部批准成立柳州电视台。1985年，该台筹备期间，开始播放自制的新闻节目《柳州新闻》，1987年9月25日，柳州电视台正式开播:581，随即加入全国电视协作会，以与其他的市级电视台交换节目，但除《柳州新闻》和少数文艺节目外，当时的柳州电视台以转播中国中央电视台和广西电视台节目为主:587。

### 合并发展
2002年，成立于1990年的柳州市教育电视台整体并入柳州电视台:582。2003年3月，柳州电视台改变管理机制，开始实行岗效工资制，职工工资与职工个人的岗位贡献和工作实绩及台里的广告创收挂钩:225-226。2005年6月2日，柳州人民广播电台、柳州电视台、《柳州广播电视报》、市农村广播站、市有线广播电视网络中心、市广播电视后勤中心等机构合并，成立柳州市广播电视中心，柳州市广电系统实质完成合并:226。2012年5月19日，柳州市广播电视中心改制为柳州广播电视台。2022年9月，柳州广播电视台下属的三条电视频道開始高標清同步播出。

## 旗下资产
柳州市广播电视台为柳州市人民政府直属的正处级事业单位。并拥有新闻综合频道、公共频道、科教频道三条电视频道以及综合广播、交通广播、乡村生活广播三套广播频率。

### 电视服务

#### 播出中的电视频道
| 頻道名稱     | 语言 | 广播格式                       | 啟播時間 | 頻道口號 | 频道前身                 | 備註                                                       |
| 新闻综合频道 | 汉语 | SDTV 576i 16:9 HDTV 1080i 16:9 | 2001年   |          |                          | 柳州市第一条电视频道，现时以新闻、时事、专题类节目为主:244 |
| 公共频道     | 汉语 | SDTV 576i 16:9 HDTV 1080i 16:9 | 2006年   |          |                          | :266                                                       |
| 科教频道     | 汉语 | SDTV 576i 16:9 HDTV 1080i 16:9 | 2004年   |          | 柳州教育电视台、经济频道 | :262, 275                                                  |